# Cẩm Lĩnh, Cẩm Xuyên
Cẩm Lĩnh là một xã thuộc huyện Cẩm Xuyên, tỉnh Hà Tĩnh, Việt Nam.

## Địa lý
Xã Cẩm Lĩnh có diện tích 16,91 km², dân số năm 1999 là 5.116 người, mật độ dân số đạt 303 người/km².
Từ xa xưa trên địa bàn xã này có tuyến kênh Nhà Lê nối từ kinh đô Hoa Lư đến Đèo Ngang đi qua, là tuyến đường thủy đầu tiên trong lịch sử Việt Nam và được coi là tuyến đường Hồ Chí Minh trên sông vì những đóng góp cho các cuộc chiến tranh của người Việt.

## Lịch sử
Ngày 13 tháng 12 năm 2017, HĐND tỉnh Hà Tĩnh ban hành Nghị quyết số 67/NQ-HĐND về việc:
- Sáp nhập Thôn 10 vào Thôn 2.
- Sáp nhập Thôn 9 vào Thôn 8.

Ngày 15 tháng 12 năm 2019, HĐND tỉnh Hà Tĩnh ban hành Nghị quyết số 185/NQ-HĐND về việc:
- Sáp nhập Thôn 4 vào Thôn 3.
- Thành lập Thôn 4 trên cơ sở Thôn 5 và Thôn 6.